# لغات زناتية شرقية
اللغات الزناتية الشرقية (بلنتش، 2006) هي فرع من عائلة اللغات الزناتية الأمازيغية، وتُعرَف هذه اللغات أيضاً باسم لغات تونس زوارة (مارتن كوسمان، 2013) نسبة للمكان الذي ينتشر فيه الناطقون بهذه اللغات. تشمل هذه المجموعة:
- لغة سند (لغة ميتة)،
- لغة مطماطة؛
- لغة تطاوين؛
- لغة زوارة؛